# Riccardo Patrese
Riccardo Patrese, né le 17 avril 1954 à Padoue en Italie, est un pilote automobile italien. Il a détenu pendant quinze ans le record du nombre de Grands Prix de Formule 1 disputés, avec 256 départs (de 1977 à 1993), record qui n'a été battu qu'en 2008 par le Brésilien Rubens Barrichello, et a parcouru une distance totale de 52 075 km en course.

## Biographie

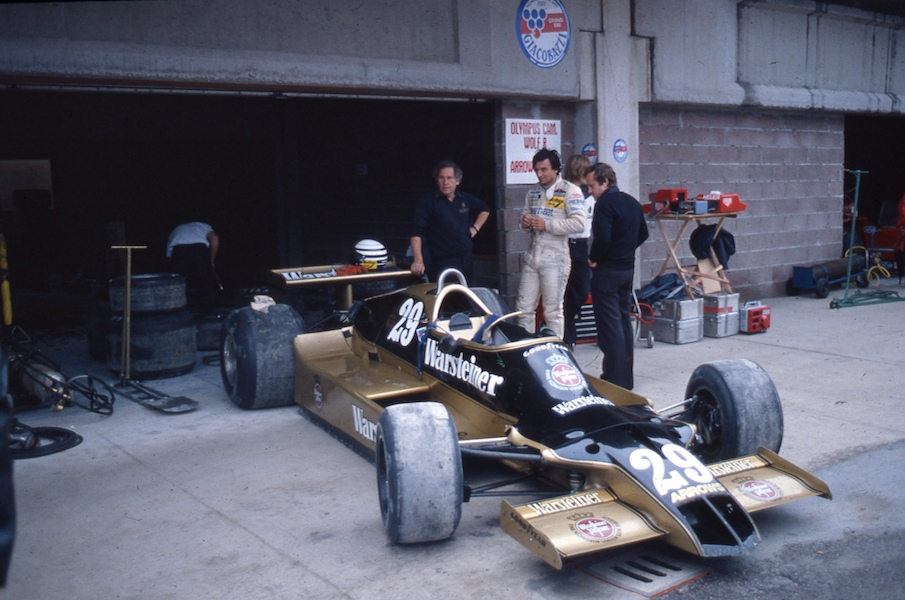
Patrese et son Arrows A1 à Imola en 1979

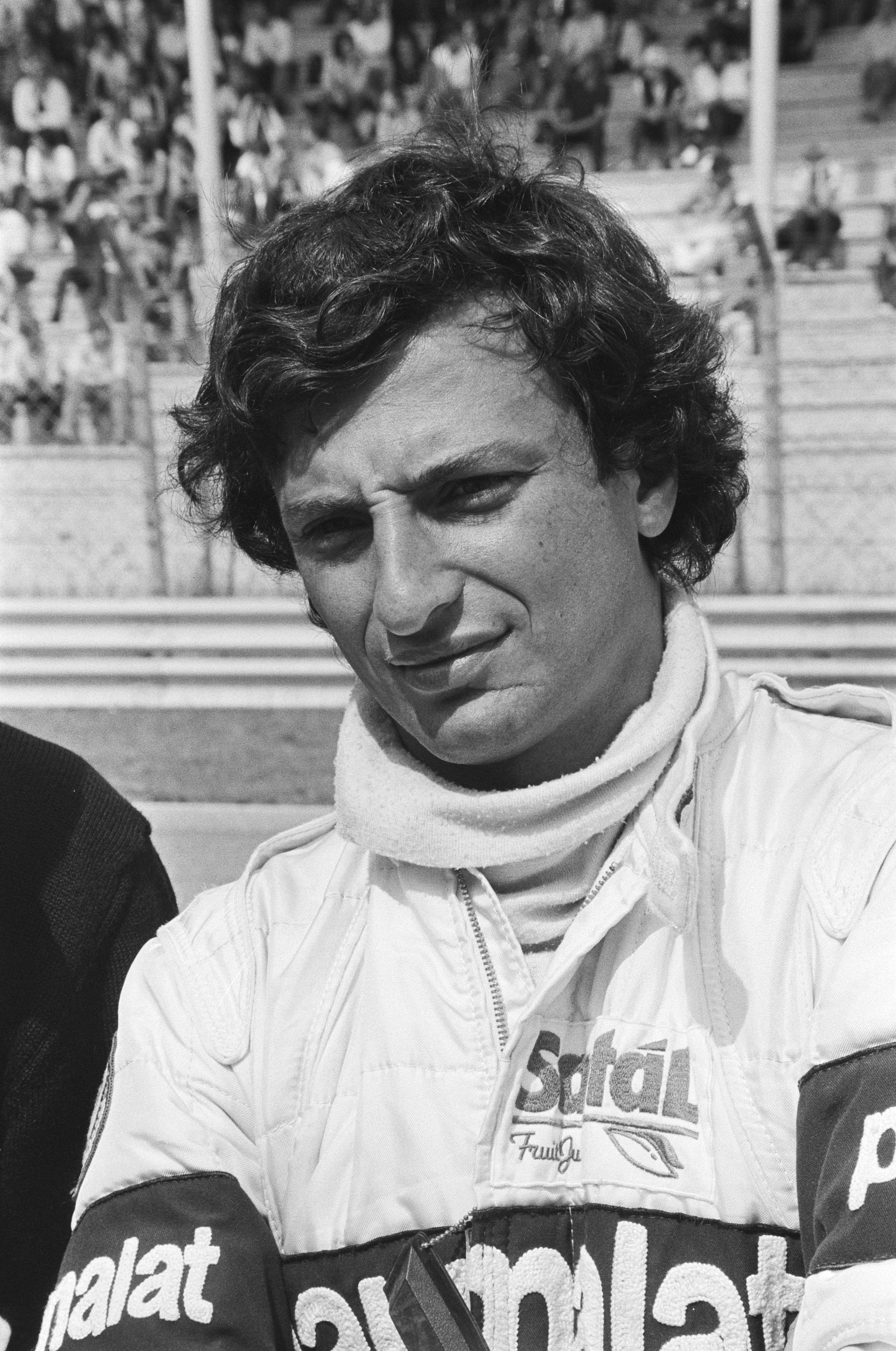
En 1982 au GP des Pays-Bas

Champion du monde de karting (1974, tout en participant aux victoires de l'Italie dans la coupe des Nations la même saison, et l'année suivante), puis champion d'Europe de Formule 3 (1976), Riccardo Patrese accède à la Formule 1 à partir du Grand Prix de Monaco 1977, au sein de l'écurie américaine Shadow Racing Cars. Auteur de débuts prometteurs, il passe l'année suivante chez Arrows, une nouvelle écurie fondée par des dissidents de chez Shadow où il confirme sa pointe de vitesse, même s'il passe pour un pilote trop fougueux. Cette réputation est en grande partie à l'origine de sa mise en cause dans le carambolage du départ du Grand Prix d'Italie 1978 qui coûte la vie au pilote suédois Ronnie Peterson. Fait unique dans l'histoire de la Formule 1, un groupe de pilotes mené par James Hunt fait pression auprès des organisateurs pour obtenir que Patrese soit interdit de départ au Grand Prix suivant. Une analyse plus poussée du départ du Grand Prix d'Italie ne tarde pas à exonérer Patrese de toute responsabilité et à pointer le rôle de Hunt, également impliqué dans l'accident.
Après trois saisons peu fructueuses chez Arrows, Patrese est recruté en 1982 par Brabham pour épauler le nouveau champion du monde Nelson Piquet. À Monaco, il remporte, dans des circonstances rocambolesques, le premier Grand Prix de sa carrière : il prend la tête de la course à la suite de l'accident d'Alain Prost au 74e tour, part en tête à queue et est doublé par Didier Pironi, Andrea de Cesaris et Derek Daly ; ces trois pilotes abandonnent en vue de l'arrivée et Patrese s'impose. En 1983, avec le moteur BMW Motorsport turbocompressé enfin au point, il nourrit de grandes ambitions mais, en plus d'être dominé par Nelson Piquet qui remporte un deuxième titre de champion du monde, il est victime de la faible fiabilité de sa monture. Il s'impose néanmoins en Afrique du Sud, ultime manche de la saison. Cette victoire ne parvient ni à sauver pas une saison globalement ratée, ni à atténuer l'énorme déception du Grand Prix de Saint-Marin à Imola où, devant un public acquis à la cause de Ferrari, il était parti à la faute à six tours de la fin de la course alors qu'il venait de prendre la tête de l'épreuve.

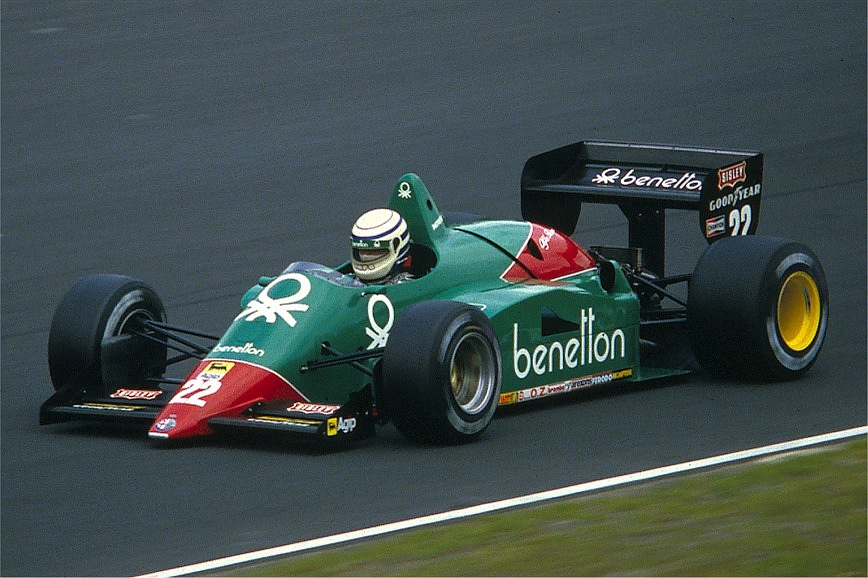
En 1985 au GP d'Allemagne sur Alfa Romeo

Non retenu par Brabham, Patrese trouve refuge, à partir de 1984, dans l'écurie Alfa Romeo. Le manque de compétitivité des monoplaces italiennes ainsi que leur fiabilité calamiteuse transforment en chemin de croix les deux saisons du pilote italien qui retourne chez Brabham en 1986, en remplacement de Piquet. Progressivement abandonnée par son propriétaire Bernie Ecclestone, Brabham n'est plus au même niveau que lors du précédent passage de Riccardo en 1982-1983. L'accident mortel de son coéquipier Elio De Angelis en mai 1986 achève de plonger l'équipe dans le désarroi. Après une autre saison, il passe chez Williams F1 Team en 1988. Ce transfert est anticipé de quelques semaines puisque Patrese dispute pour sa nouvelle équipe l'ultime Grand Prix de la saison 1987, remplaçant Nigel Mansell blessé.
En 1988, Patrese ne se met que rarement en valeur au volant de la rétive Williams-Judd, au contraire de son équipier Nigel Mansell, mais toute l'équipe reprend des couleurs à partir de 1989 et l'arrivée du moteur V10 Renault. Même si, au contraire de son nouveau coéquipier Thierry Boutsen, il ne remporte pas une seule course, Patrese met à profit sa grande régularité pour terminer troisième du championnat derrière les McLaren-Honda. En 1990, il met fin à près de sept années d'insuccès en remportant le Grand Prix de Saint-Marin.

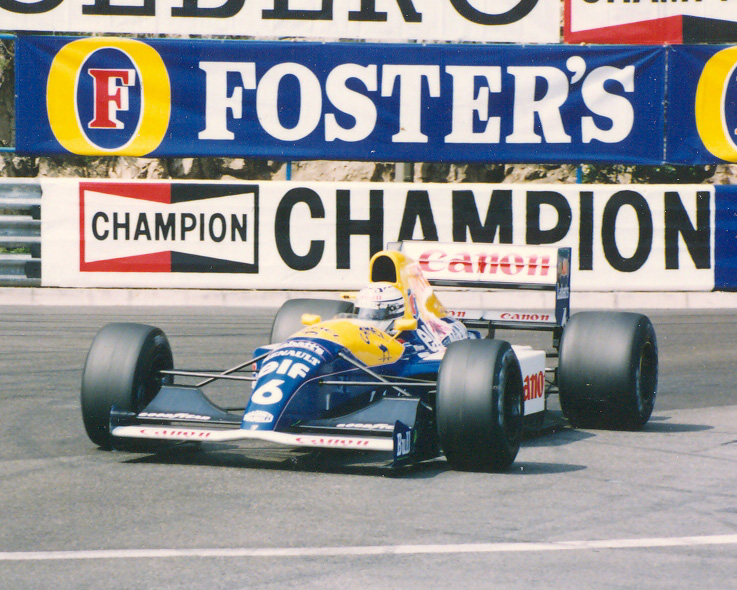
Riccardo Patrese au GP de Monaco 1991 chez Williams.

Riccardo Patrese effectue sa meilleure saison en 1991. Au volant d'une Williams-Renault, désormais la voiture la plus rapide du plateau, il remporte deux Grands Prix et, malgré le handicap d'un statut de deuxième pilote, se montre souvent aussi performant que Mansell, même s'il ne parvient pas à se mêler à la lutte pour le titre.
En 1992, alors que la Williams-Renault apparaît comme l'arme absolue, Patrese se montre loin de son niveau de l'année précédente et subit la loi de Mansell qui obtient facilement le titre de champion du monde. L'Italien s'illustre bien malgré lui lors du Grand Prix du Portugal, sur le circuit d'Estoril, en percutant violemment la McLaren de Gerhard Berger qui rentrait aux stands, réalisant ainsi une spectaculaire cabriole.
Remplacé par Alain Prost, Patrese trouve refuge chez Benetton Formula en 1993. L'écart de performance qui le sépare de son jeune équipier allemand Michael Schumacher lui fait rapidement perdre la confiance de son employeur. Sans volant intéressant pour l'année suivante, Patrese met un terme à sa carrière en Formule 1. Il refuse une proposition de Frank Williams lui demandant de remplacer Ayrton Senna en 1994.
Il remporte le Tour d'Italie automobile en 1980 et 1988.

## Résultats en championnat du monde de Formule 1
| Saison | Écurie                                                  | Châssis          | Moteur                                   | Pneus            | GP disputés | Victoires | Pole positions | Meilleurs tours | Points inscrits | Classement |
| ------ | ------------------------------------------------------- | ---------------- | ---------------------------------------- | ---------------- | ----------- | --------- | -------------- | --------------- | --------------- | ---------- |
| 1977   | Shadow Racing Cars                                      | DN8              | Ford V8                                  | Goodyear         | 9           | 0         | 0              | 0               | 1               | 19e        |
| 1978   | Arrows Racing Team                                      | FA1 A1           | Ford V8                                  | Goodyear         | 14          | 0         | 0              | 0               | 11              | 11e        |
| 1979   | Warsteiner Arrows Racing Team                           | A1B A2           | Ford V8                                  | Goodyear         | 14          | 0         | 0              | 0               | 2               | 19e        |
| 1980   | Warsteiner Arrows Racing Team                           | A3               | Ford V8                                  | Goodyear         | 14          | 0         | 0              | 0               | 7               | 9e         |
| 1981   | Ragno Arrows Beta Racing Team                           | A3               | Ford V8                                  | Michelin Pirelli | 15          | 0         | 1              | 0               | 10              | 11e        |
| 1982   | Parmalat Racing Team                                    | BT49C BT49D BT50 | Ford V8 Cosworth V8 BMW 4 en ligne turbo | Goodyear         | 15          | 1         | 0              | 2               | 21              | 10e        |
| 1983   | Fila Sport                                              | BT52 BT52B       | BMW 4 en ligne turbo                     | Michelin         | 15          | 1         | 1              | 1               | 13              | 9e         |
| 1984   | Benetton Team Alfa Romeo                                | 184T             | Alfa Romeo V8 turbo                      | Goodyear         | 16          | 0         | 0              | 0               | 8               | 13e        |
| 1985   | Benetton Team Alfa Romeo                                | 184T 185T        | Alfa Romeo V8 turbo                      | Goodyear         | 16          | 0         | 0              | 0               | 0               | n.c.       |
| 1986   | Motor Racing Developments Ltd                           | BT54 BT55        | BMW 4 en ligne turbo                     | Pirelli          | 16          | 0         | 0              | 0               | 2               | 15e        |
| 1987   | Motor Racing Developments Ltd Canon Williams Honda Team | BT56 FW11B       | BMW 4 en ligne turbo Honda V6 turbo      | Goodyear         | 16          | 0         | 0              | 0               | 6               | 13e        |
| 1988   | Canon Williams Team                                     | FW12             | Judd V8                                  | Goodyear         | 16          | 0         | 0              | 0               | 8               | 11e        |
| 1989   | Canon Williams Team                                     | FW12C FW13       | Renault V10                              | Goodyear         | 16          | 0         | 1              | 1               | 40              | 3e         |
| 1990   | Canon Williams Team                                     | FW13B            | Renault V10                              | Goodyear         | 16          | 1         | 0              | 4               | 23              | 7e         |
| 1991   | Canon Williams Team                                     | FW14             | Renault V10                              | Goodyear         | 16          | 2         | 4              | 2               | 53              | 3e         |
| 1992   | Canon Williams Team                                     | FW14B            | Renault V10                              | Goodyear         | 16          | 1         | 1              | 3               | 56              | 2e         |
| 1993   | Camel Benetton Ford                                     | B193 B193B       | Ford V8                                  | Goodyear         | 16          | 0         | 0              | 0               | 20              | 5e         |

## Victoires en championnat du monde de Formule 1
| # | Année | Manche | Date              | Grand Prix     | Circuit | Écurie           | Voiture |
| - | ----- | ------ | ----------------- | -------------- | ------- | ---------------- | ------- |
| 1 | 1982  | 6/16   | 23 mai 1982       | Monaco         | Monaco  | Brabham-Ford     | BT49D   |
| 2 | 1983  | 15/15  | 15 octobre 1983   | Afrique du Sud | Kyalami | Brabham-BMW      | BT52B   |
| 3 | 1990  | 03/16  | 13 mai 1990       | Saint-Marin    | Imola   | Williams-Renault | FW13B   |
| 4 | 1991  | 06/16  | 16 juin 1991      | Mexique        | Mexico  | Williams-Renault | FW14    |
| 5 | 1991  | 13/16  | 22 septembre 1991 | Portugal       | Estoril | Williams-Renault | FW14    |
| 6 | 1992  | 15/16  | 25 octobre 1992   | Japon          | Suzuka  | Williams-Renault | FW14B   |

## Résultats aux 24 Heures du Mans
| Année | Voiture                | Équipe                | Équipiers                        | Résultat |
| ----- | ---------------------- | --------------------- | -------------------------------- | -------- |
| 1981  | Lancia Beta Montecarlo | Martini Racing        | Piercarlo Ghinzani / Hans Heyer  | Abandon  |
| 1982  | Lancia LC1             | Martini Racing        | Piercarlo Ghinzani / Hans Heyer  | Abandon  |
| 1997  | Nissan R390 GT1        | Nissan Motorsport/TWR | Aguri Suzuki / Eric van de Poele | Abandon  |

## Victoires en endurance
| # | Année | Manche | Date               | Course                          | Écurie         | Voiture                |
| - | ----- | ------ | ------------------ | ------------------------------- | -------------- | ---------------------- |
| 1 | 1980  | 2/11   | 16 mars 1980       | 6 Heures de Brands Hatch        | Lancia Corse   | Lancia Beta Montecarlo |
| 2 | 1980  | 4/11   | 13 avril 1980      | 6 Heures de Mugello             | Lancia Corse   | Lancia Beta Montecarlo |
| 3 | 1980  | 8/11   | 6 juillet 1980     | 6 Heures de Watkins Glen        | Lancia Corse   | Lancia Beta Montecarlo |
| 4 | 1981  | 11/15  | 12 juillet 1981    | 6 Heures de Watkins Glen        | Martini Racing | Lancia Beta Montecarlo |
| 5 | 1982  | 2/8    | 16 mai 1982        | 6 Heures de Silverstone         | Martini Racing | Lancia LC1             |
| 6 | 1982  | 3/8    | 30 mai 1982        | 1 000 kilomètres du Nürburgring | Martini Racing | Lancia LC1             |
| 7 | 1984  | 10/11  | 3 novembre 1984    | 1 000 kilomètres de Kyalami     | Martini Racing | Lancia LC2             |
| 8 | 1985  | 7/10   | 1er septembre 1985 | 1 000 kilomètres de Spa         | Martini Racing | Lancia LC2             |